# Jean Klein
Jean-Claude Klein (født 22. juni 1941 i Créteil, død 1. december 2014) var en fransk roer.

## Rokarriere
Klein var styrmand i fireren, der blev roet af Robert Dumontois, Jacques Morel, Claude Martin og Guy Nosbaum, da de deltog ved OL 1960 i Rom. Franskmændene blev blot nummer tre i deres indledende heat, men kvalificerede sig til semifinalen med sejr i opsamlingsheatet. I semifinalen blev de nummer to efter den tyske både, og i finalen var tyskerne igen bedst og sikrede sig guldet, mens Klein og hans hold fik sølv og italienerne bronze.

## OL-medaljer
- 1960:  Sølv i firer med styrmand